# 北大路駅
北大路駅（きたおおじえき）は、京都府京都市北区小山北上総町（こやまきたかみふさちょう）にある、京都市営地下鉄烏丸線の駅。駅番号はK04。

## 歴史
- 1981年（昭和56年）5月29日：京都市営地下鉄烏丸線の京都駅 - 当駅間の開業時に[4]、起点駅として開業[2][3][5]。
- 1990年（平成2年）10月24日：京都市営地下鉄烏丸線が北山駅まで延伸され、途中駅となる[5][6]。
- 2007年（平成19年）4月1日：ICカード「PiTaPa」の利用が可能となる[5][6]。
- 2010年（平成22年）4月[7]：駅名標の下に、近隣施設の名称（大谷大学前）が広告として付記される[8]。
- 2017年（平成29年）8月3日：男性の視覚障害者が当駅のホームから転落する事故が発生（男性は電車進入前に救助され軽傷）[9][10]。のちのホームドア設置につながる出来事となった。
- 2018年（平成30年）3月19日：駅ナカ商業施設「Kotochika北大路」が開業[11][12]。
- 2023年（令和5年）1月21日：可動式ホーム柵の使用を開始[13]。

## 駅構造
島式ホーム1面2線を有する地下駅である。改札口は南北1か所ずつあり、南改札のみ駅員が配備されている。トイレはバスターミナルと南改札内にある。

### のりば
| のりば | 路線   | 方向 | 行先                           |
| ------ | ------ | ---- | ------------------------------ |
| 1      | 烏丸線 | 下り | 四条・京都・竹田・近鉄奈良方面 |
| 2      | 烏丸線 | 上り | 北山・国際会館方面             |

- 2番線の西側に側線[2][14]、当駅の南側に渡り線（シーサスクロッシング）[14]をそれぞれ備えている。側線は開業から1988年の竹田車庫開設まで使用されていた車両検査施設の跡である[2]。

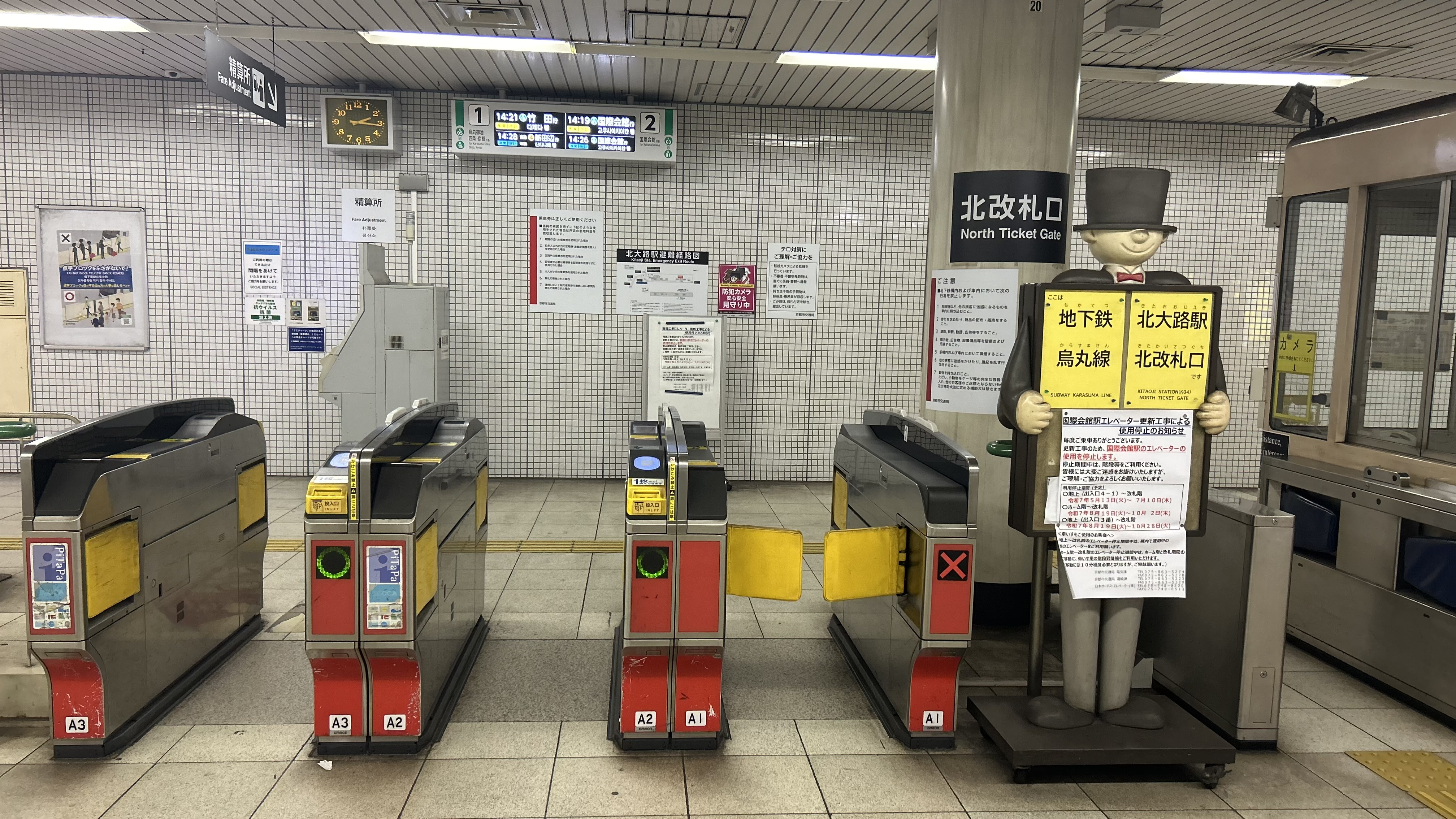
北改札口
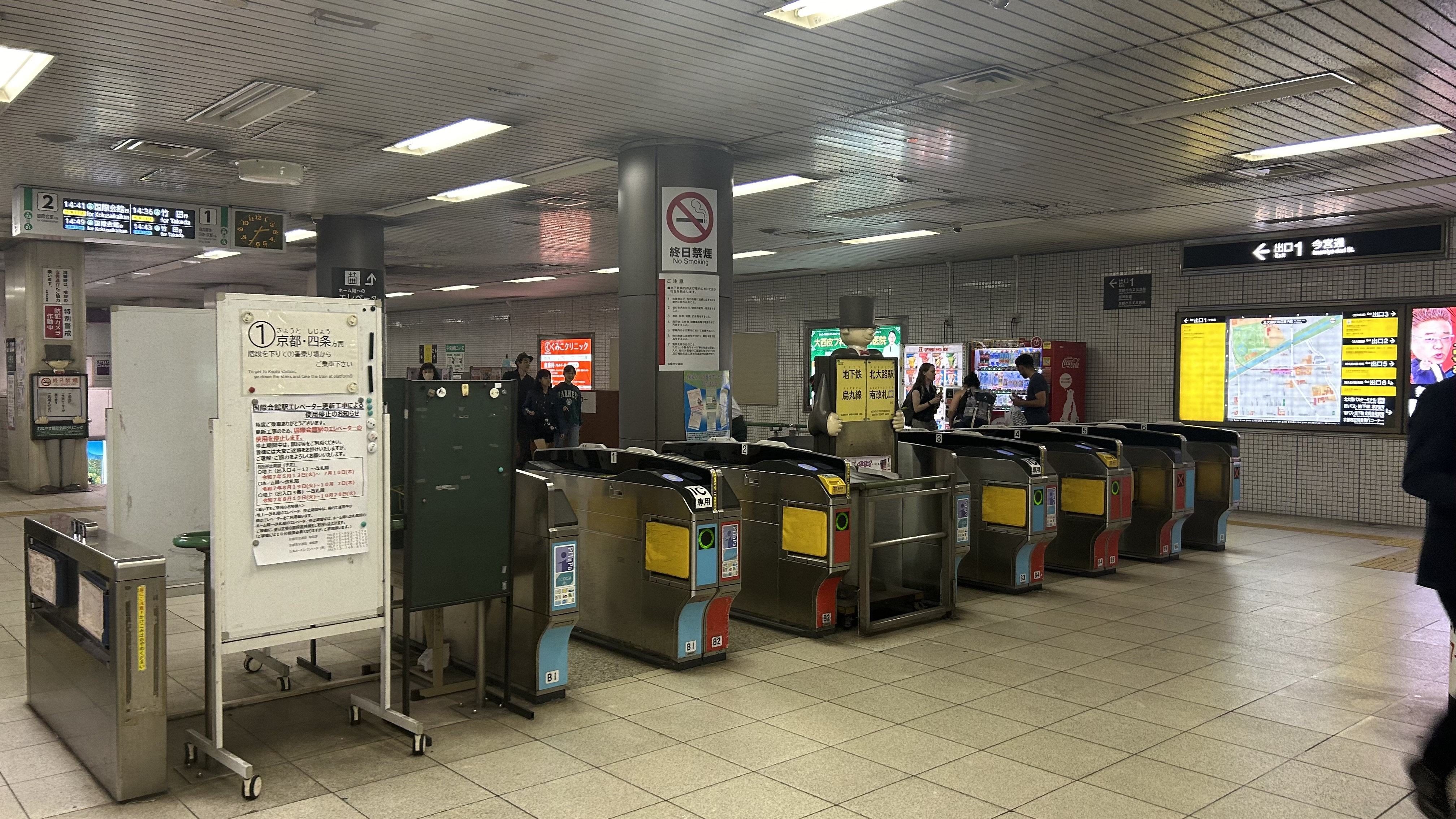
南改札口
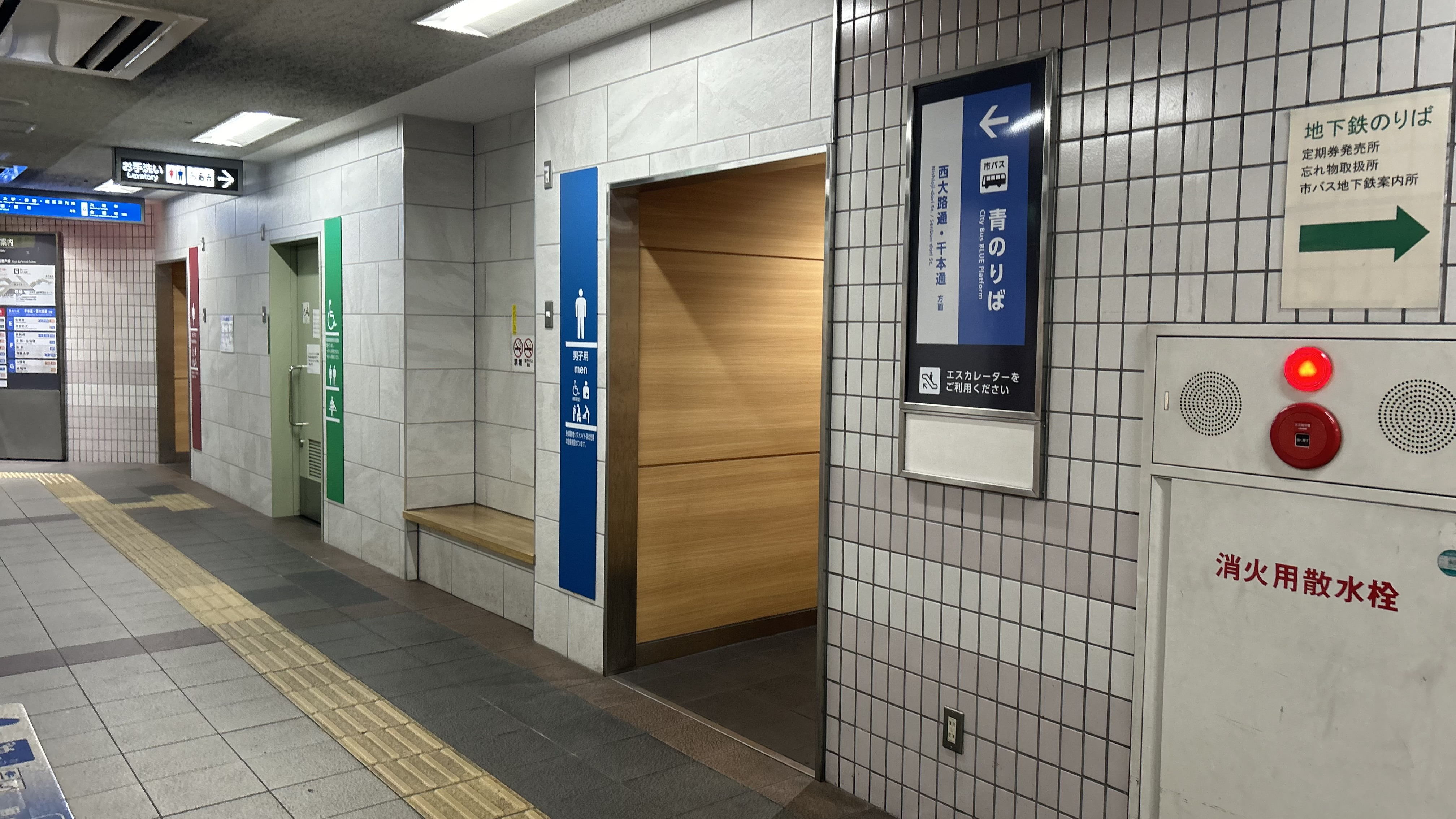
バスターミナルトイレ
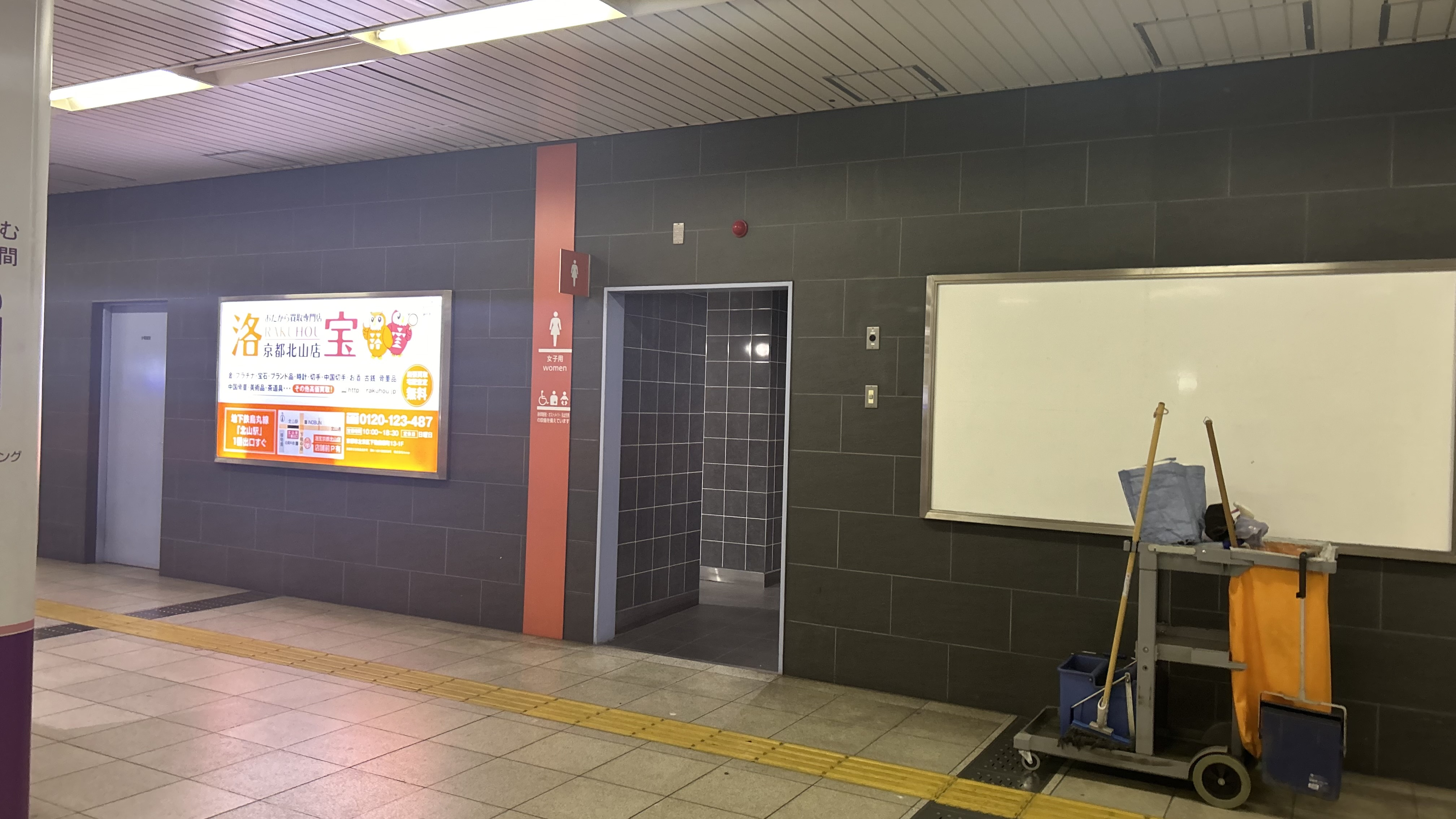
南改札内トイレ
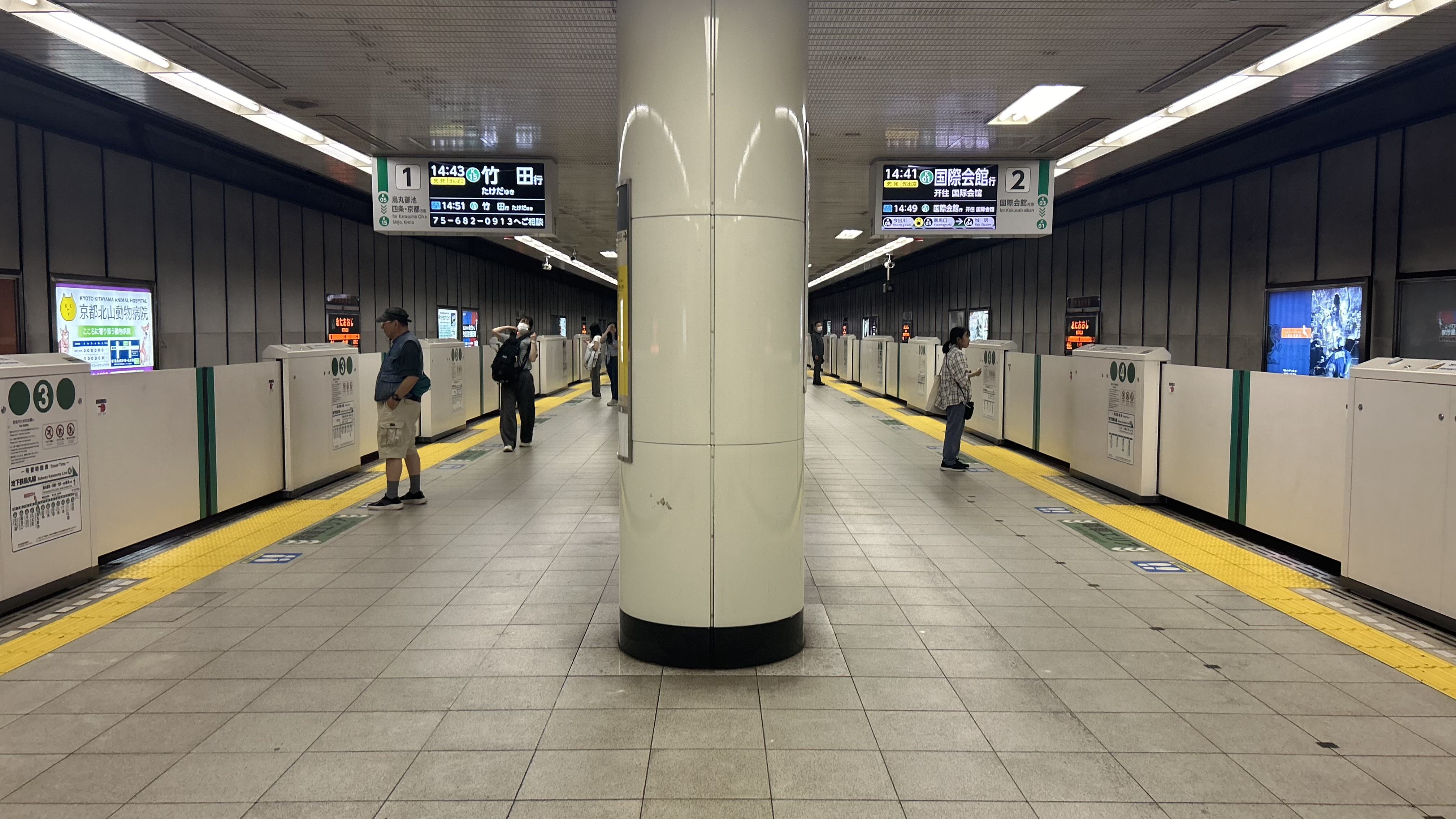
ホーム
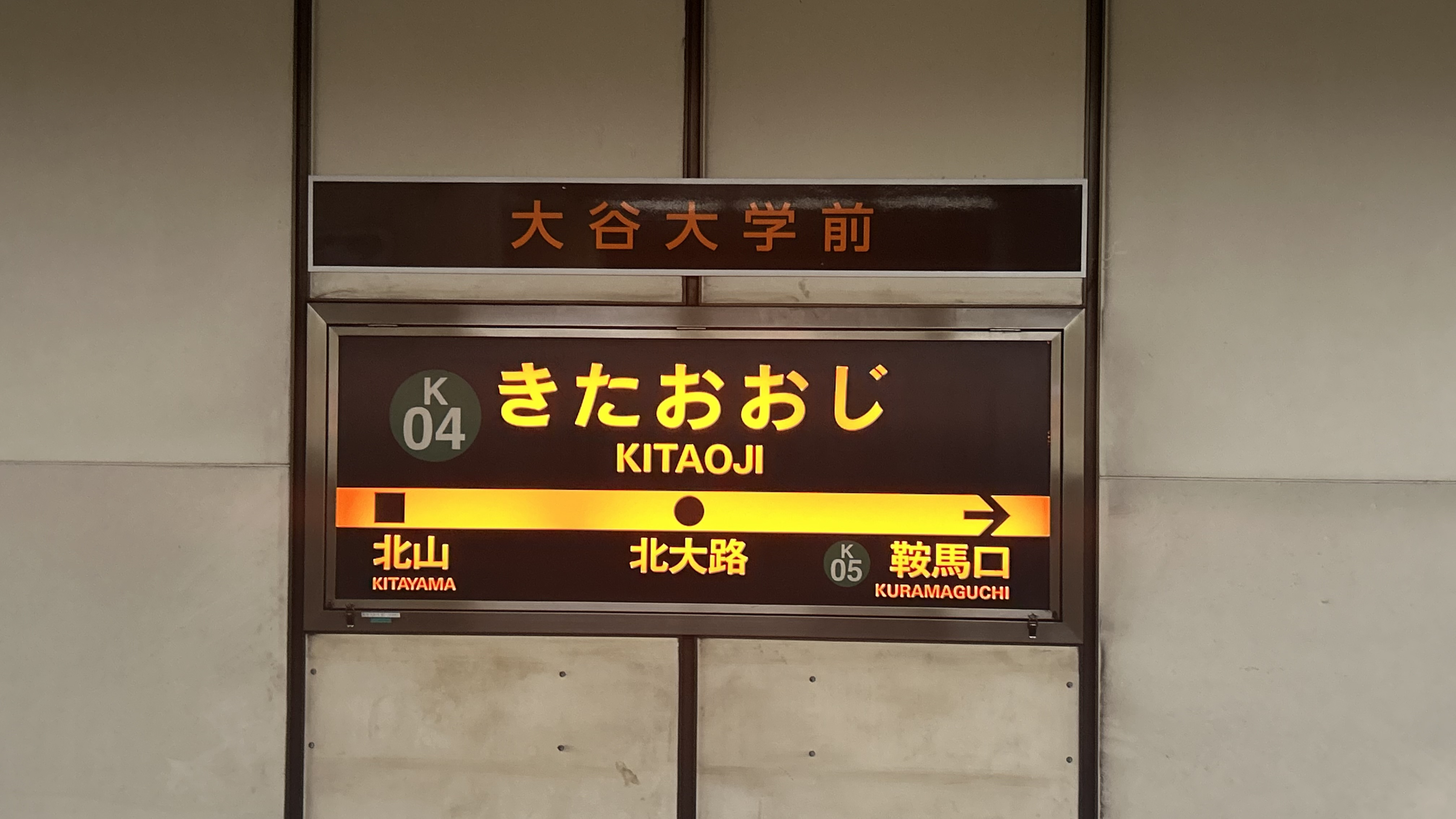
駅名標

Kotochika北大路
2018年に、当駅構内に駅ナカ商業施設「Kotochika北大路」が開業している。ほかの「Kotochika」とは異なり小規模な店舗構成となっている。
- デイリーヤマザキ（コトチカ北大路店）
- ココカラファイン（コトチカ北大路店）[16]

### 出入口
| 出口番号 | 方角 | 出口周辺                                               | 接続改札 | 備考             |
| -------- | ---- | ------------------------------------------------------ | -------- | ---------------- |
| 2        | 北   | 北大路交番・京都市北図書館                             | 南改札口 |                  |
| 1        | -    | 鴨川公園・加茂街道・京都市北文化会館・京都からすま病院 | 北改札口 |                  |
| 6        | 南西 | 大谷大学                                               | 南改札口 |                  |
| 3        | 北   | キタオオジタウン・京都府立大学                         | 南改札口 | エレベーターあり |
| 連       | -    | 市バス・地下鉄案内所・京都市バス北大路BT停留所         | 南改札口 |                  |
| 5        | 南東 | 鴨川公園・加茂街道                                     | 南改札口 |                  |

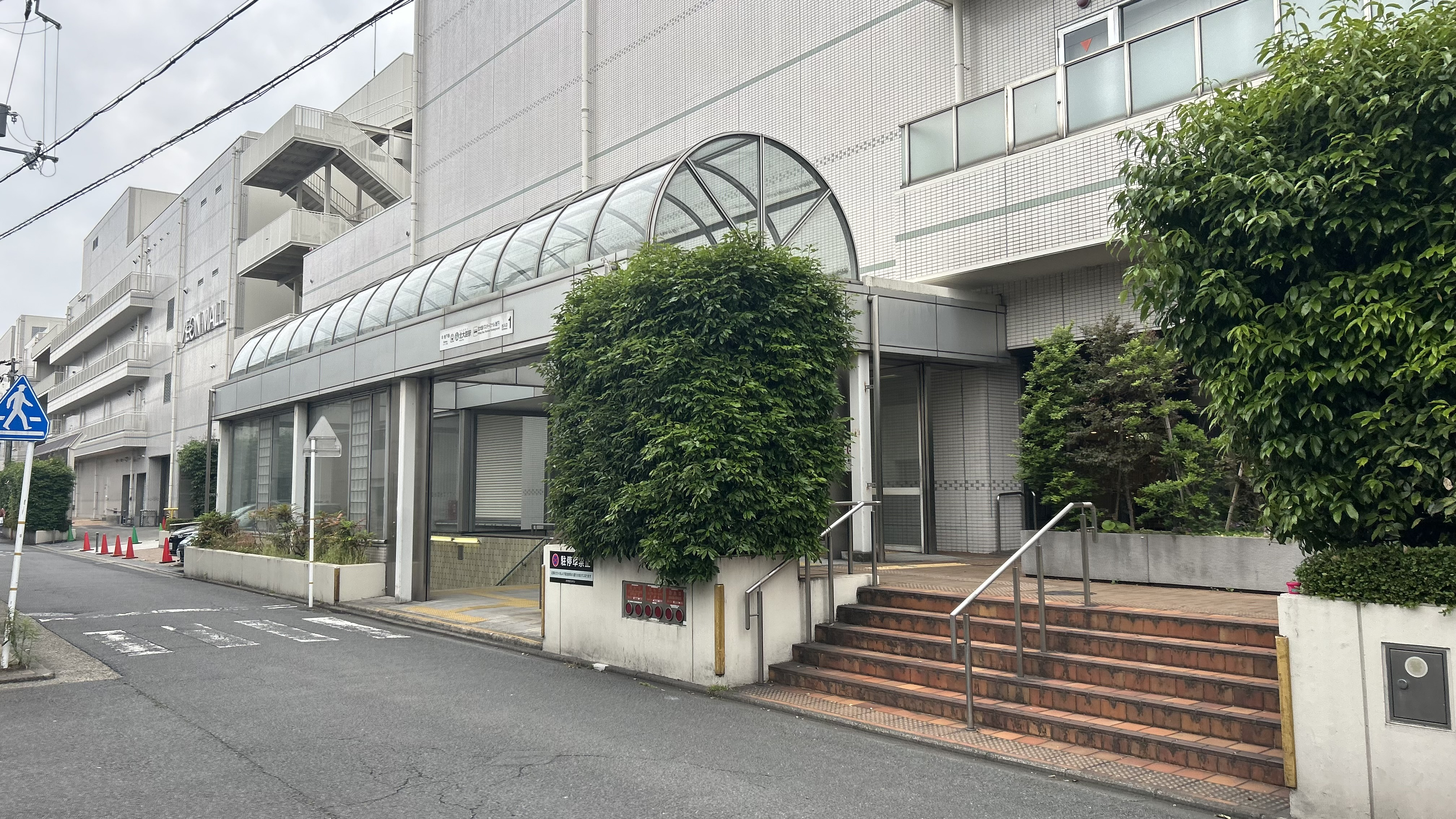
1番出入口
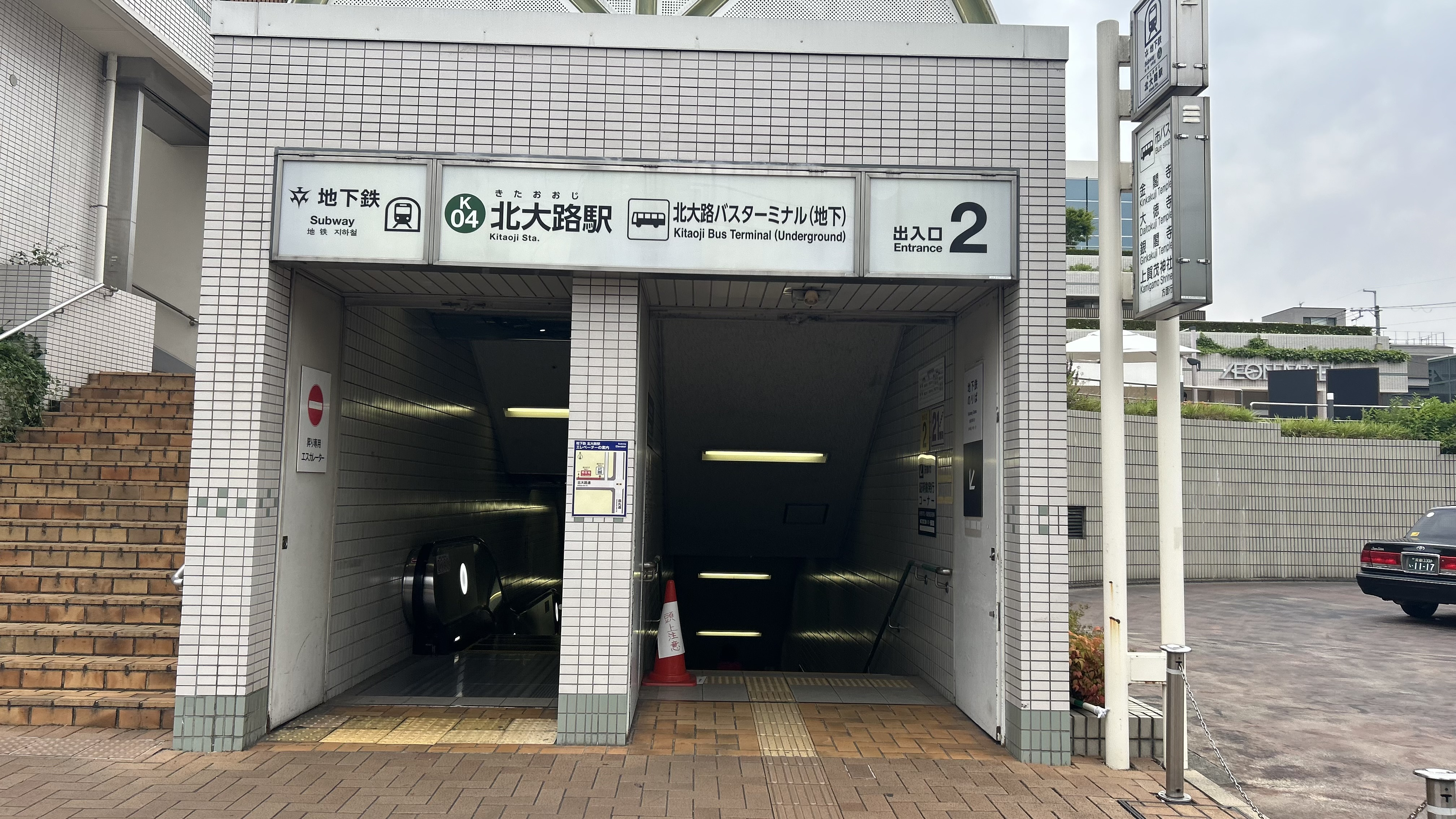
2番出入口
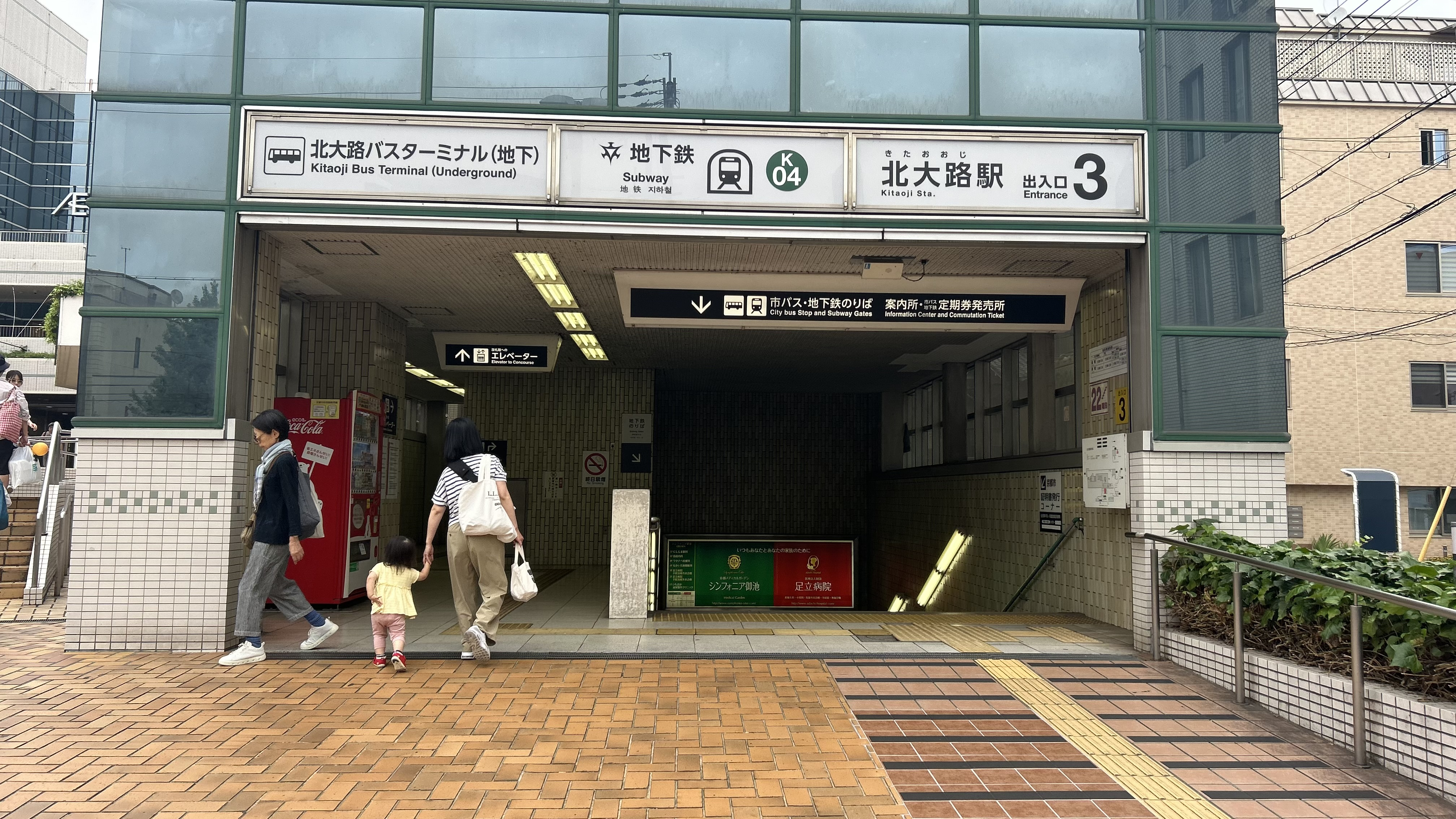
3番出入口
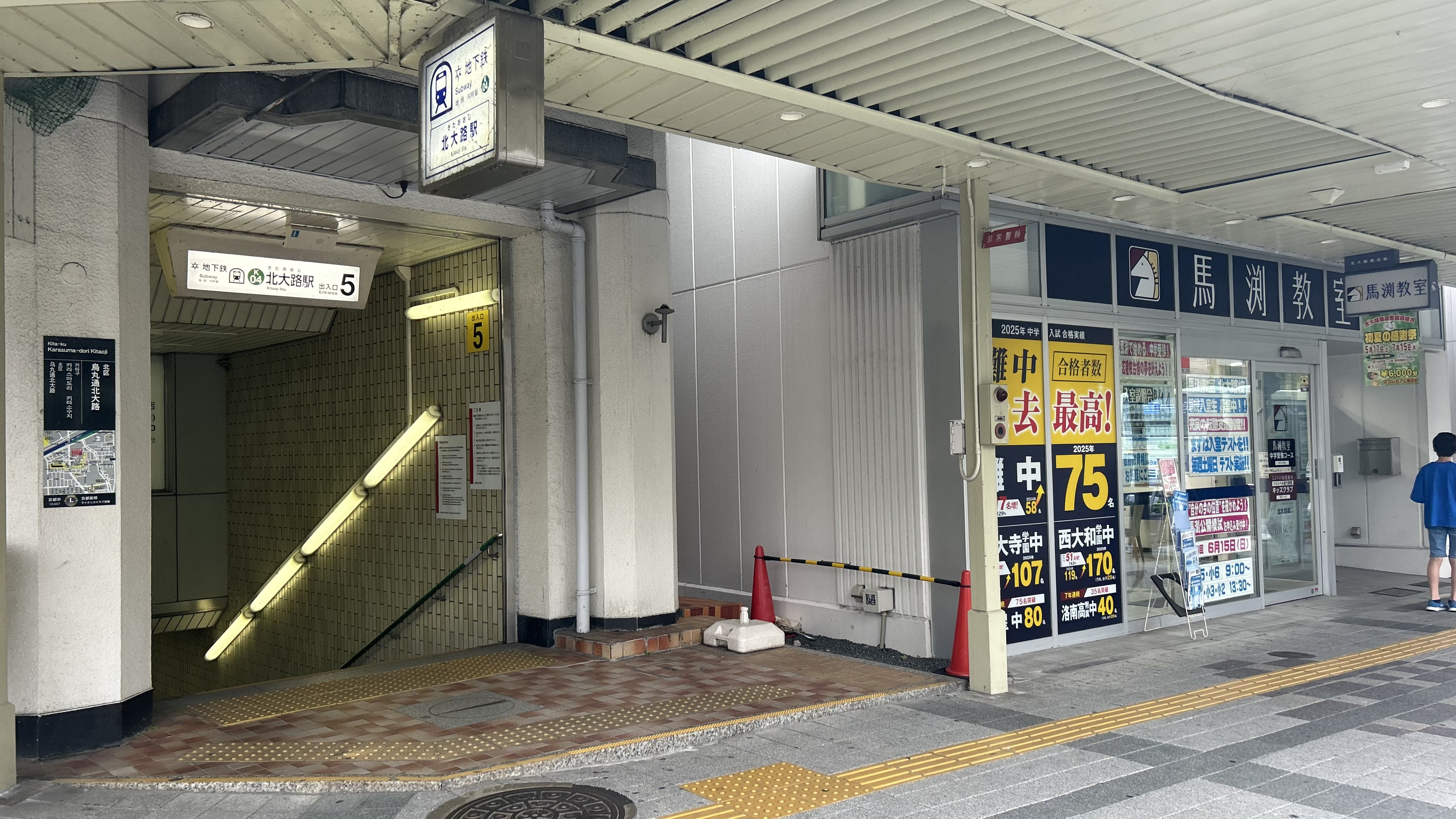
5番出入口
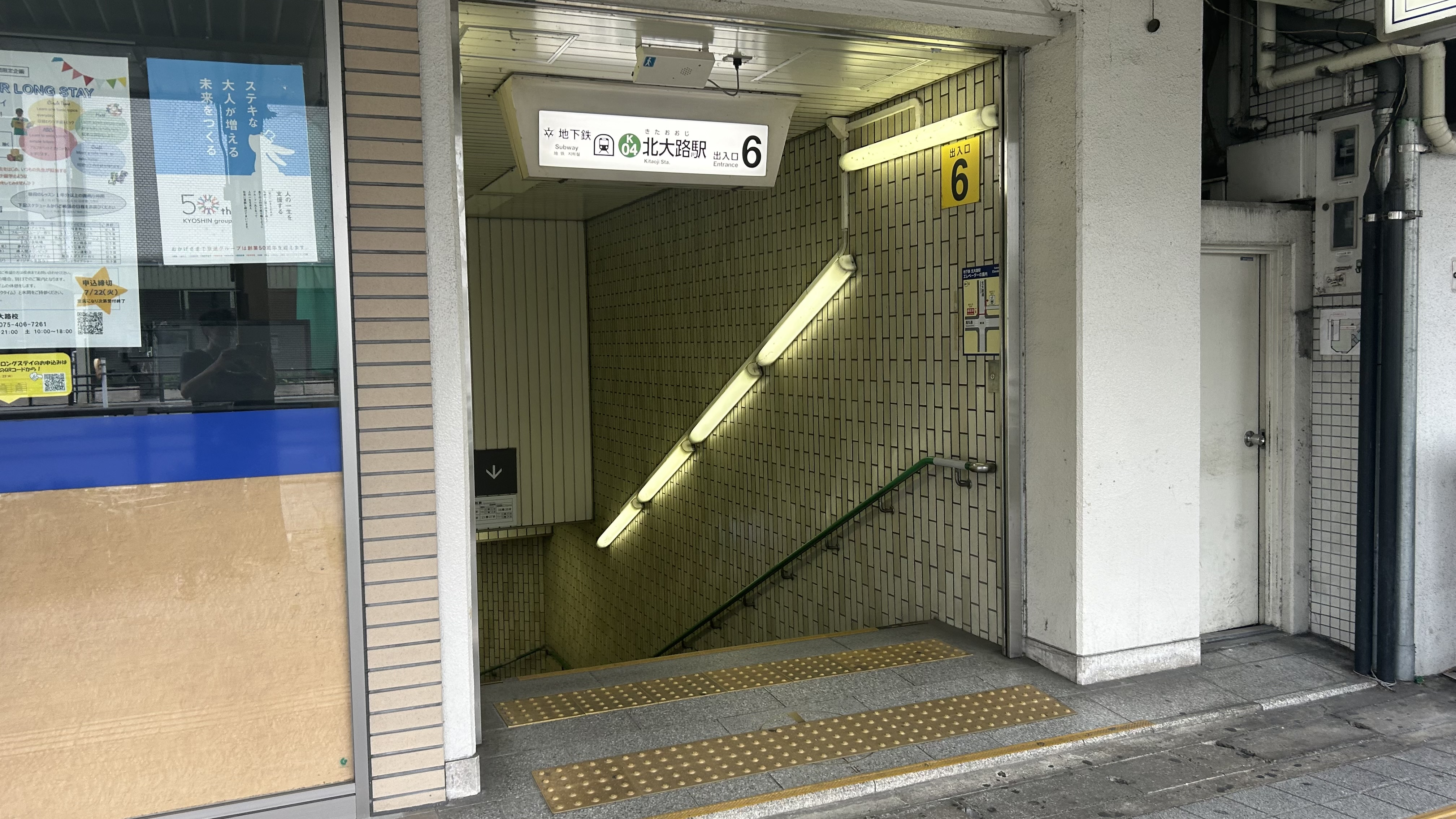
6番出入口

## 利用状況
2024年（令和6年）度の1日平均乗降人員は31,135人である。
各年度の1日平均乗降・乗車人員は下表の通り。
| 年度               | 1日平均 乗降人員 | 1日平均 乗車人員 | 出典        |
| ------------------ | ---------------- | ---------------- | ----------- |
| 1998年（平成10年） |                  | 15,640           | [ 統計 2 ]  |
| 1999年（平成11年） | 31,050           | 15,415           | [ 統計 3 ]  |
| 2000年（平成12年） | 30,767           | 15,231           | [ 統計 4 ]  |
| 2001年（平成13年） | 30,888           | 15,302           | [ 統計 5 ]  |
| 2002年（平成14年） | 30,664           | 15,204           | [ 統計 6 ]  |
| 2003年（平成15年） | 30,298           | 15,022           | [ 統計 7 ]  |
| 2004年（平成16年） | 29,286           | 14,518           | [ 統計 7 ]  |
| 2005年（平成17年） | 28,568           | 14,240           | [ 統計 7 ]  |
| 2006年（平成18年） | 28,714           | 14,254           | [ 統計 7 ]  |
| 2007年（平成19年） | 28,363           | 14,053           | [ 統計 7 ]  |
| 2008年（平成20年） | 28,318           | 14,083           | [ 統計 7 ]  |
| 2009年（平成21年） | 27,557           | 13,665           | [ 統計 8 ]  |
| 2010年（平成22年） | 28,036           | 13,912           | [ 統計 8 ]  |
| 2011年（平成23年） | 27,749           | 13,770           | [ 統計 8 ]  |
| 2012年（平成24年） | 27,964           | 13,876           | [ 統計 8 ]  |
| 2013年（平成25年） | 28,331           | 14,059           | [ 統計 8 ]  |
| 2014年（平成26年） | 29,217           | 14,498           | [ 統計 9 ]  |
| 2015年（平成27年） | 29,859           | 14,819           | [ 統計 9 ]  |
| 2016年（平成28年） | 30,328           | 15,052           | [ 統計 10 ] |
| 2017年（平成29年） | 30,644           | 15,209           | [ 統計 11 ] |
| 2018年（平成30年） | 31,340           | 15,555           | [ 統計 12 ] |
| 2019年（令和元年） | 31,678           | 15,721           | [ 統計 13 ] |
| 2020年（令和02年） | 22,343           | 11,042           | [ 統計 14 ] |
| 2021年（令和03年） | 25,617           | 12,663           | [ 統計 15 ] |
| 2022年（令和04年） | 29,524           | 14,544           | [ 統計 15 ] |
| 2023年（令和05年） | 30,508           | 15,355           | [ 統計 15 ] |
| 2024年（令和06年） | 31,135           |                  | [ 統計 1 ]  |

## 駅周辺
北大路通（国道367号）と烏丸通の交差点の地下に位置し、併設されている北大路バスターミナルと地上のキタオオジタウンが一体となって大型複合施設を構成している。洛北の交通の拠点として日中は多くの利用者でにぎわうが、中心市街地のベッドタウンとして閑静な住宅街が近接している。駅およびこれらの施設が立地しているのは京都市電烏丸車庫の跡地で、市電が運行されていた当時は烏丸車庫前停留場があった（1978年（昭和53年）10月1日廃止）。
烏丸通・北大路通に沿って商店街がある。
- キタオオジタウン
  - 京都市営バス北大路バスターミナル・烏丸営業所（下記）
  - イオンモール北大路（商業施設、旧「北大路ビブレ」）
  - 京都市北文化会舘
- 大谷大学
- 京都府立清明高等学校
- 京都からすま病院
- 立命館小学校
- 京都府立植物園（賀茂川を渡り約1 km）

## バス路線

### 北大路バスターミナル
北大路駅の一つ上の地下階に存在する京都市営バス有数のバスターミナル。京都産業大学・上賀茂神社・金閣寺・修学院・高野方面など洛北への観光地方面へのバスが発着する。過去には地上1階にバスターミナルが存在したが、1995年にキタオオジタウンが竣工し地下化された。現在は、降車ホームが1つと、乗車ホームが2つ（赤のりば、青のりば）に分かれている。両ホームの間の乗り換えは、1層下の通路を使う。
一時期、京都バスの岩倉・大原方面（かつては市営バス路線だった路線もあり）への路線も発着していたが国際会館駅発着に再編される形で廃止され、現在は日中以降の静市線が乗り入れている。

### 「烏丸北大路」バス停留所
ほかにも烏丸北大路交差点東側と南側に市営バスと京都バスの「烏丸北大路」バス停がある。東側は市営バス（市営バスは2014年3月22日に「北大路駅前」から「烏丸北大路」に改称、同日よりすべての西行き系統が停車）および出町柳駅発着の京都バス（両方向停車、2020年3月までは「北大路駅前」と案内）の便が停車する。南側は市営バス37系統が停車する。
- 京都市営バス
  - 1号系統：下鴨神社 出町柳駅行 / 佛教大学 西賀茂車庫行
  - 37号系統：河原町通 四条河原町・三条京阪行 / 北大路バスターミナル 西賀茂車庫行
  - 204号系統：白川通 高野・銀閣寺行 / 西大路通 金閣寺・西ノ京円町行
  - 205号系統：河原町通  四条河原町・京都駅行 / 西大路通 金閣寺・西大路四条行
  - 206号系統：東山通 祇園・清水寺・京都駅行 / 千本通 四条大宮・水族館・京都駅行
  - 北3号系統：京都産大行
  - 北8号系統：高野 修学院道・松ヶ崎駅方面 / 佛教大学・松ヶ崎駅方面

- 京都バス
  - 30・36系統：出雲路橋 経由 出町柳駅行
  - 32系統：貴船口 経由 鞍馬・広河原行 / 高野橋東詰 経由 出町柳駅行
  - 34系統：京都産業大学 経由 静原・城山行 / 高野橋東詰 経由 出町柳駅行
  - その他、快速35系統（出町柳駅行）が降車扱いで停車（当所からの乗車は不可）

- 雲ヶ畑バス もくもく号（北大路駅前） - 京都バス西行きのりばから発車
  - 雲ケ畑行 ※運行本数は1日4便（2往復、北大路駅前から雲ヶ畑岩屋橋間の運行）

## 隣の駅
京都市営地下鉄
 烏丸線
北山駅 (K03) - 北大路駅 (K04) - 鞍馬口駅 (K05)
- 括弧内は駅番号を示す。